# Кобыльники (Обжицко)

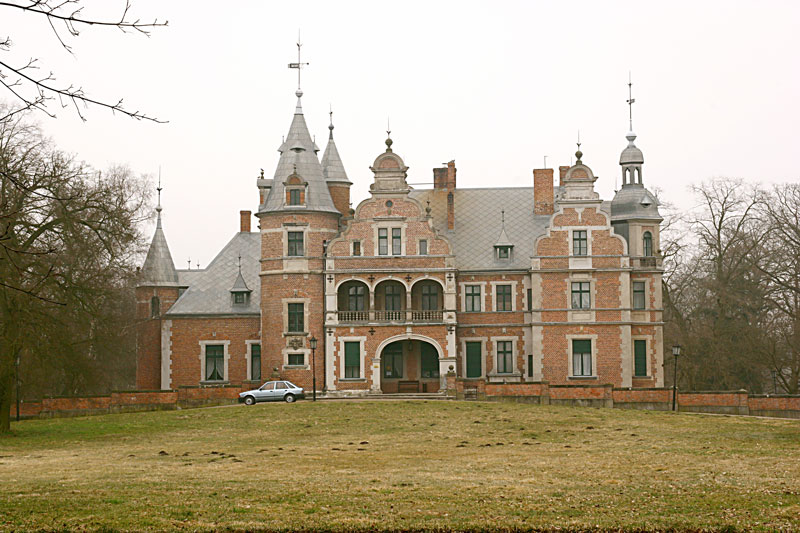
Дворец в Кобыльниках

Кобыльники (пол. Kobylniki) — деревня и сельский округ в Польше, в гмине Обжицко Шамотульского повята Великопольского воеводства.
В 1975—1998 годах местность административно принадлежала Познанскому воеводству.